# لا توجد مهمة عادية
لا توجد مهمة عادية: مذكرات، كتاب من تأليف جين فيرغسون، تؤرخ مسيرتها المهنية كمراسلة حربية في الشرق الأوسط وجنوب آسيا على مدى ثلاثة عشر عامًا. نشر الكتاب في يوليو 2023 عن Mariner Books [الإنجليزية] في نيويورك.

## ملخص
قدمت فيرغسون مذكراتها من مناطق المعارك الحديثة في أماكن مثل أفغانستان، اليمن، الصومال، سوريا، وأوكرانيا. حدثت طفولتها وسط تمرد الجيش الجمهوري الأيرلندي خلال اضطرابات أيرلندا الشمالية، في العقود الأخيرة من القرن العشرين. عندما كبرت، أصبحت مراسلات الأخبار التلفزيونية قدوة لها. ومن ثم، كانت هذه السنوات التكوينية التي أدت إلى مسيرتها المهنية كمراسلة إخبارية ومراسلة حربية.
مليئة بالإصرار والرغبة في تحمل المخاطر، "...أصبحت فيرغسون... مراسلة أجنبية لشبكة سي إن إن، ولاحقًا لقناة الجزيرة، حيث غطت القصص الرئيسية بما في ذلك انتفاضات الربيع العربي، والحرب في أفغانستان، والحرب الأهلية السورية". وعندما غزت روسيا أوكرانيا في عام 2022، غطت ذلك أيضًا. وهي حاليًا مراسلة خاصة لبرنامج بي بي إس نيوز أور [الإنجليزية] الإخباري. منحها الانتقال إلى نيويورك في عام 2020، بعيدًا عن مناطق القتال، فرصة للتفكير في حياتها ومسيرتها المهنية. "... إذا نظرنا إلى الوراء، فهي تعترف بذلك، فهي تكشف مدى ما يمكن استيعابه".